# Eumerus rubidus
Eumerus rubidus är en tvåvingeart som beskrevs av Hull 1964. Eumerus rubidus ingår i släktet månblomflugor, och familjen blomflugor. Inga underarter finns listade i Catalogue of Life.